# Super Mario Bros. - Il film
Super Mario Bros. - Il film (The Super Mario Bros. Movie) è un film d'animazione del 2023 diretto da Aaron Horvath e Michael Jelenic, distribuito da Universal Pictures.
Terzo adattamento cinematografico del personaggio, dopo il film live-action del 1993, e il film animato giapponese Super Mario Bros. - Peach-hime kyushutsu dai sakusen! del 1986, il film è basato sul franchise di Mario ed è stato co-prodotto da Illumination e Nintendo.

## Trama
Nel Regno delle Nevi, Bowser, il terribile e gigantesco re dei Koopa, prende d'assalto il castello dei Pinguotti, attaccandolo con la sua gigantesca fortezza volante. La coraggiosa difesa guidata dal re dei Pinguotti è inutile, e Bowser ottiene quello per cui era arrivato: la super stella, un potenziamento in grado di conferire l'invincibilità.
Intanto, a Brooklyn, vivono i fratelli Mario e Luigi, inseparabili fin dall'infanzia. Mario è piccolo di statura, ma impavido e determinato, al contrario di suo fratello Luigi, che Mario ha sempre difeso dai bulli. I due hanno appena aperto in proprio una ditta idraulica, inaugurandola con uno spot pubblicitario, su cui hanno speso tutti i loro risparmi. Il loro entusiasmo per questo nuovo inizio viene però subito abbattuto dalla derisione del loro ex-capo demolitore Spike e da una prima giornata di lavoro disastrosa. I due fratelli, con l'umore sotto le scarpe, tornano a casa dove, durante la cena, la loro scelta azzardata subisce pesanti critiche dai familiari, soprattutto dal padre, che accusa Mario di trascinare suo fratello nei suoi fallimenti. Mario, profondamente turbato e perso d'animo, torna in camera sua seguito dal fratello, che cerca di consolarlo. In quel momento i notiziari avvertono che una valvola rotta nelle fogne sta creando un'inondazione e Mario si convince di potersi riscattare riparando la valvola e salvando Brooklyn: Luigi è titubante, ma alla fine si fa convincere, e i due, nella speranza di diventare gli eroi della città, si calano nelle fognature. Nella loro impresa si imbattono in un sistema di condutture sigillato da una parete. Esplorandolo, i due trovano un grosso tubo verde, che li risucchia nella Zona Teletrasporto, un mondo etereo con correnti che collegano vari tubi. 
I due si ritrovano loro malgrado separati: Mario arriva nel vivace e colorato Regno dei Funghi, dove fa la conoscenza di Toad, un ometto-funghetto sprizzante di energia che, saputa la sua storia, intuisce che Luigi sia finito nelle Terre Oscure, il dominio di Bowser, che l'avrà sicuramente fatto prigioniero, e suggerisce di chiedere aiuto alla principessa Peach, sovrana del regno; Luigi intanto, dopo aver evitato orde di Tartossi in una tetra foresta, viene catturato dai Tipi Timidi. Nel frattempo Bowser, celebrando la vittoria sui Pinguotti, rivela al suo esercito il suo piano: chiedere alla principessa Peach di sposarlo. Infatti il re dei Koopa è follemente innamorato di lei e se mai Peach rifiutasse, minaccerà di distruggere il Regno dei Funghi con il potere della stella.
All'interno del castello di Peach sta avvenendo una riunione in cui la principessa sta calmando i suoi sudditi a proposito della minacciosa avanzata di Bowser, annunciando che lei personalmente andrà a chiedere aiuto ai Kong, i forti gorilla del Regno della Giungla. Appena finita la riunione, Mario arriva al cospetto di Peach che con sua gran sorpresa scopre essere un'umana. Anche Peach è sorpresa e felice di vedere un altro umano e, vedendo Mario determinato ad accompagnarla per salvare il fratello, Peach lo mette alla prova con un percorso ad ostacoli che lo possa allenare a sfruttare i potenziamenti e la fisica che offre questo mondo.
Una volta pronto, Mario e Peach, accompagnati da Toad, partono alla volta del Regno della Giungla. Durante il viaggio, Peach rivela a Mario di non sapere da dove provenga e che fu trovata da bambina dai Toad, che la crebbero ed elessero a loro regnante; Mario suggerisce che Peach venga dal suo mondo, offrendosi un giorno di farglielo visitare. Intanto Kamek, fedele braccio destro di Bowser, rivela a quest'ultimo di Mario, in cui il re dei Koopa vede un rivale in amore, così, quando i Tipi Timidi conducono al suo cospetto Luigi, lo interroga per saperne di più su di lui: per quanto provi a resistere, Luigi infine cede ed è poi imprigionato nelle segrete assieme ai Pinguotti e uno Sfavillotto, una strana creatura stellare. 
Il trio raggiunge il Regno della Giungla ma lo scorbutico sovrano, Cranky Kong, si rifiuta di offrire il suo esercito a chi non è almeno abbastanza forte quanto suo figlio Donkey Kong, il gigionesco e arrogante campione del regno. Mario decide di sfidarlo e, grazie ai potenziamenti, riesce a prevalere. Cranky accetta di aiutarli e suggerisce di tornare velocemente al Regno dei Funghi a bordo dei loro kart sfruttando la Pista Arcobaleno, un arcobaleno che funge da pista spaziale, lungo il quale tuttavia li stavano aspettando i Koopa: Mario viene inseguito dal demolitore del generale dei Koopa e, nonostante riesca a distruggere il mezzo nemico con l'aiuto di Donkey Kong, il generale riesce a farli precipitare nel mare sottostante con un attacco suicida, distruggendo inoltre la pista e permettendo così anche la cattura dei Kong.
Solo Peach e Toad si salvano e fanno ritorno al Regno per far evacuare gli abitanti. Bowser arriva finalmente al Regno dei Funghi, dove sono rimasti solo Peach e Toad, e si propone alla principessa; Peach rifiuta, ma dopo che Bowser usa Toad come ostaggio, la principessa si arrende e accetta di sposarlo. Intanto Mario e DK, precipitati nel mare sottostante, si ritrovano divorati da una Mordorena, una gigantesca anguilla marina, riuscendo però a uscirne usando un razzo barile del kart di DK.
Alle nozze, dove i prigionieri saranno gettati nella lava come sacrificio, Peach sfodera dal bouquet preparatole da Toad un fiore di ghiaccio che era riuscito a nascondere tra i fiori, con cui congela Bowser e tiene a bada i soldati presenti. Mario e DK, raggiunto il posto, sbaragliano l'esercito dei Koopa in città e liberano i prigionieri. Donkey Kong si guadagna così il rispetto del padre e Mario e Luigi sono finalmente di nuovo riuniti. Tutto sembra essere finito per il meglio ma Bowser, semi-libero dal blocco di ghiaccio, dà l'ordine di rilasciare un Pallottolone Bill contro il Castello di Peach per distruggere il Regno dei Funghi. Mario, facendosi inseguire dal missile, lo indirizza verso il tubo da cui è entrato, provocando un'esplosione nella Zona Teletrasporto che risucchia i presenti nel tubo e fa finire elementi del Regno dei Funghi, compreso il castello volante di Bowser, nel bel mezzo di Brooklyn.
Furibondo, Bowser attacca brutalmente Mario. Sul punto di arrendersi, Mario assiste allo spot che aveva fatto assieme a Luigi, in cui promettono di rendere Brooklyn più sicura, e torna a combattere correndo verso la super stella. Quando Bowser è sul punto di ucciderlo, Luigi blocca il suo soffio infuocato con un tombino, salvando la vita al fratello e permettendo loro di acchiappare la super stella, ottenendone il potere: grazie all'invincibilità, i due stendono Bowser e il resto del suo esercito. Sconfitto, a Bowser viene fatto ingoiare un mini fungo per rimpicciolirlo e rinchiuderlo in un barattolo, mentre Mario e Luigi sono acclamati come eroi dai newyorkesi e il padre si dimostra fiero di Mario. Finito tutto, i due decidono di trasferirsi nel Regno dei Funghi, con un tubo che permette a loro di tornare a Brooklyn in qualunque momento. Bowser, invece, è stato chiuso in una gabbietta per uccelli nel castello di Peach.
In una scena dopo i titoli di coda, un uovo a pois verdi nelle fogne di Brooklyn si sta schiudendo, facendo uscire uno Yoshi.

## Personaggi
- Mario: è il protagonista del film, è un idraulico italo-americano paffuto e baffuto vestito di rosso che si impegna nel salvare il Regno dei Funghi e suo fratello dai Koopa. È ottimista, positivo e determinato, ma anche impulsivo e testardo, e ha delle insicurezze riguardo la mancanza di fiducia e supporto di suo padre nei suoi confronti. Mario è sempre stato molto protettivo di Luigi da quando erano bambini piccoli, e farebbe di tutto per salvarlo. Durante la sua avventura, sviluppa un rapporto con la principessa Peach.
- Luigi: è il fratello gemello minore di Mario. Simile a suo fratello, ma più magro, alto e fifone, veste di verde. Viene catturato dai Koopa, rimpiazzando il ruolo di Peach nei giochi. Timido, cauto e maldestro, Luigi ammira profondamente Mario, e nonostante non gli piaccia rischiare e mettersi in pericolo, gli è sempre fedele, restando al suo fianco nelle sue scelte.
- Principessa Peach: è la sovrana del Regno dei Funghi. Rispetto ai giochi, in cui è dolce e perlopiù passiva, nel film è più seria, coraggiosa e determinata, ma pur sempre gentile. Farebbe di tutto pur di salvare i suoi Toad. Nel film viene detto non essere originaria del Regno dei Funghi e di non sapere nulla riguardo i suoi genitori o della sua vita prima di finire nel Regno dei Funghi da piccola.
- Bowser: è l'antagonista principale del film. È lo spietato re dei Koopa, tartarughe antropomorfe, e vuole dominare tutti i Regni al fianco di Peach, che intende sposare (la quale, ovviamente, non ricambia i suoi sentimenti). Rispetto ai suoi sudditi, è gigantesco, ha il guscio pieno di aculei, le corna e la capacità di sputare fiamme.
- Toad: è un membro dell'omonima specie di uomini-fungo. Accompagna Mario e Peach nella loro avventura. Certi elementi come il suo zaino e la sua voglia di avventura sono ispirati a Capitan Toad, altro famoso Toad della serie videoludica.
- Donkey Kong: è un grande gorilla caratterizzato dalla cravatta rossa con le sue iniziali, campione e principe del Regno della Giungla. Mentre nei giochi si esprime sia a gesti che a parole come una scimmia, nel film è più antropomorfo e parla correttamente (similmente a come era rappresentato nel cartone). Eccessivamente sicuro di sé e sbruffone, si allea con Mario contro Bowser dopo essere stato sconfitto.
- Cranky Kong: è il padre criticone di Donkey Kong (nei giochi è suo nonno) e sovrano del Regno della Giungla. Nel film indossa una tunica imperiale inca (originale ai giochi). Ha un rapporto teso con il figlio perché detesta il suo atteggiamento esibizionista.
- Kamek il Magikoopa: è un potente stregone Koopa, mentore e braccio destro di Bowser.
- Caposquadra Spike: è il rude capo demolitore per cui i fratelli Mario lavoravano prima di mettersi in proprio come idraulici.
- Generale dei Koopa: è il capitano degli Scagnozzi di Bowser. È un Paratroopa (un Koopa alato) ma con il guscio blu spinato, lo stesso della serie Mario Kart, anticipando il suo fatale ruolo durante il contrattacco dei Koopa alla Pista Arcobaleno.

Tra i personaggi rilevanti compaiono anche la famiglia di Mario e Luigi, Pauline, Bazar Sfavillotto, Pinguotti, svariati Kong (quali Diddy Kong, Dixie Kong, Chunky Kong e Swanky Kong), Koopa, Goomba e altri membri degli Scagnozzi di Bowser. Appaiono anche degli Yoshi, ma il classico Yoshi verde è semplicemente alluso nella scena post-credit.

## Produzione

### Sviluppo
Dopo il fallimento critico e commerciale dell'adattamento cinematografico del 1993, la società giapponese di videogiochi Nintendo è diventata cauta nel concedere in licenza le sue proprietà per adattamenti cinematografici. Secondo il creatore di Mario Shigeru Miyamoto, l'idea per un nuovo film di Mario è nata portando i loro vecchi giochi sulla Virtual Console di Wii U e Nintendo 3DS insieme ad altri servizi; tali transizioni hanno richiesto tempo per l'azienda e Miyamoto ha riconosciuto che "il nostro business dei contenuti sarebbe stato in grado di svilupparsi ulteriormente se fossimo stati in grado di combinare il nostro amato software con quello delle risorse video e utilizzarli insieme per periodi prolungati". Miyamoto sapeva che produrre un film era molto diverso dal produrre un videogioco e voleva che un esperto di cinema guidasse lo sforzo.
Dopo l'attacco hacker a Sony Pictures Entertainment nel novembre 2014, sono state rese pubbliche e-mail tra dirigenti dell'azienda, rivelando che la Sony aveva tentato di assicurarsi i diritti del film al franchise di Mario per diversi anni, visitando Nintendo a Tokyo a febbraio e luglio 2014 nel tentativo di assicurarsi un accordo. A ottobre, spuntò fuori un'e-mail che rivelava che l'accordo con Nintendo era stato chiuso. I dirigenti suggerirono di reclutare il regista Genndy Tartakovsky (noto per Hotel Transylvania) per aiutare a sviluppare il progetto, pensando di poter realizzare "3-4 film fin dall'inizio", con la speranza di "costruire un impero di Mario". Tuttavia, dopo che le e-mail sono trapelate, l'azienda ha negato che fosse stato fatto un accordo, affermando che i negoziati erano solo iniziati. La testata giornalistica BuzzFeed News ha notato che le e-mail non tengono conto di potenziali conflitti con Sony Interactive Entertainment, sorella di Sony Pictures, uno dei principali concorrenti di Nintendo con la sua serie di console PlayStation.
Attraverso la collaborazione tra Nintendo e Universal Parks & Resorts per creare attrazioni basate su Mario, sfociate in seguito in Super Nintendo World, Miyamoto ha incontrato Chris Meledandri, fondatore della divisione di animazione Illumination di Universal Pictures. Miyamoto ha trovato il processo creativo di Meledandri simile al suo e ha ritenuto che sarebbe stato l'uomo adatto per produrre un film di Mario. Avevano avviato discussioni più serie entro il 2016, sapendo che se avessero ritenuto che non avrebbe funzionato avrebbero potuto facilmente andarsene. Nel novembre 2017, sono emerse notizie secondo cui Nintendo stava collaborando con Universal e Illumination per realizzare un film animato di Mario. L'allora presidente di Nintendo Tatsumi Kimishima ha chiarito che un accordo non era stato finalizzato, ma che presto sarebbe arrivato un annuncio. Kimishima sperava che se l'accordo avesse avuto successo, sarebbe stata possibile una data di uscita nel 2020.
Nel gennaio 2018 Nintendo ha annunciato ufficialmente che il film sarebbe andato avanti con la coproduzione di Miyamoto e Meledandri. Meledandri ha detto che il film era una "priorità" per Illumination e che molto probabilmente sarebbe uscito nel 2022. Ha aggiunto che Miyamoto sarebbe stato "in prima linea" durante la produzione. Nel gennaio 2020, il presidente di Nintendo Shuntaro Furukawa ha dichiarato che il film "procedeva senza intoppi" con una data di uscita prevista per il 2022. Furukawa ha anche affermato che Nintendo possiederà i diritti del film e che sia Nintendo che Universal finanzieranno la produzione.
Nell'agosto 2021 è emerso che Aaron Horvath e Michael Jelenic (creatori della serie Teen Titans GO!) stavano dirigendo il film, dopo la scoperta del profilo LinkedIn di un animatore della Illumination che includeva il film nella loro lista. Dopo l'annuncio completo del casting, Horvath e Jelenic sono stati confermati alla regia, con Matthew Fogel assegnato come sceneggiatore dopo aver precedentemente scritto Minions 2: Come Gru diventa cattivissimo. Secondo Khary Payton, che ha collaborato con Horvath e Jelenic a vari progetti della Warner Bros. Animation, il duo è volato agli studi Illumination un mese dopo l'uscita del loro primo lungometraggio, Teen Titans Go! - Il Film, nel settembre del 2018.
Nel settembre 2022 è stato annunciato dal New York Comic Con che il teaser trailer del film sarebbe stato distribuito il 6 ottobre 2022; il teaser ha rivelato formalmente il titolo del film, The Super Mario Bros. Movie. Durante la presentazione del primo trailer, Chris Meledandri ha dichiarato che il film era in lavorazione da sette anni.
Poco dopo, Ed Skudder, che in precedenza aveva lavorato con Horvath in Unikitty!, ha confermato di aver lavorato come capo della storia nel film.

### Sceneggiatura
Jelenic e Horvath volevano che il loro lavoro sul film fosse l'opposto dell'"irriverente" Teen Titans GO! e quindi "più emozionante". 
"Quando le persone probabilmente hanno sentito per la prima volta i nostri nomi associati al film, si aspettavano che avremmo fatto il trattamento di Teen Titans GO! a Mario", ha detto Jelenic, "ma per ogni progetto a cui arriviamo, facciamo nuove scelte a seconda di chi è il pubblico e cosa stiamo cercando." Horvath ha affermato che Nintendo si è coinvolta in ogni aspetto della produzione, "dalla storia allo sviluppo visivo fino l'animazione."
Il duo voleva che il film servisse da "storia delle origini" per Mario e Luigi, scegliendo di ritrarli come "tipi dai colletti blu" concentrandosi sui loro precedenti trascorsi come idraulici italo-americani di Brooklyn, New York nei vecchi giochi. Volevano anche riflettere il modo in cui i giocatori vincono nei giochi non arrendendosi nonostante gli errori, trasformandolo in un tratto caratteriale per il ritratto di Mario nel film. 
Il duo ha scelto di scambiare i ruoli della principessa Peach e di Luigi dai giochi, con Peach che aiutava Mario a salvare un Luigi rapito, perché sentivano che averli nei loro ruoli originali era "troppo semplice". Il duo ha tratto ispirazione da Super Mario 3D World e la sua rappresentazione di Peach come personaggio giocabile, affermando che volevano concentrarsi sul suo ruolo di monarca del Regno dei Funghi e "quanto dovrebbe essere forte quella persona per proteggere i Toad. Per Bowser, loro decisero di rendere il personaggio "da un lato spaventoso, dall'altro vulnerabile e divertente". 

### Casting
Nel febbraio 2021 il doppiatore di Mario Charles Martinet ha affermato che la possibilità di riprendere il suo ruolo nel film sarebbe stata una "cosa meravigliosa" e che se gli fosse stato chiesto di dare la voce a Mario, "entrerò e lavorerò con grande gioia e felicità." Nell'agosto 2021, l'attore e comico americano Sebastian Maniscalco ha rivelato che stava dando la voce a Spike, il capo di Mario e Luigi dal gioco Wrecking Crew.
Durante una presentazione del Nintendo Direct di settembre 2021, Shigeru Miyamoto ha annunciato che Chris Pratt, Anya Taylor-Joy, Charlie Day, Jack Black, Keegan-Michael Key, Seth Rogen, Kevin Michael Richardson, Fred Armisen e Maniscalco sarebbero stati i doppiatori e che Martinet sarebbe apparso in "cameo a sorpresa". L'annuncio è stato accolto con reazioni contrastanti da parte dei fan; mentre alcuni hanno accolto con favore l'idea che attori famosi dessero la voce ai personaggi, altri hanno messo in dubbio e criticato le scelte, tra cui Rogen nel ruolo di Donkey Kong e soprattutto Pratt nel ruolo Mario al posto di Martinet (che ha doppiato il personaggio dal 1992) o un attore di origini italiane.
Meledandri ha detto che Pratt non avrebbe doppiato Mario con un forte accento italiano come ha fatto tradizionalmente Martinet; il doppiatore Khary Payton ha descritto la voce di Pratt come una "cugina dei Soprano". La doppiatrice Tara Strong ha criticato il casting di Pratt e ha espresso una preferenza per Martinet per dare la voce a Mario, lamentandosi su Twitter di quello che ha descritto come il disprezzo di Hollywood per i doppiatori professionisti. 
In risposta alle critiche al casting di Pratt, Horvath ha dichiarato: "Per noi aveva perfettamente senso. È davvero bravo a interpretare un eroe dei colletti blu con un sacco di cuore. Per il modo in cui Mario è caratterizzato nel nostro film, è perfetto per questo film. Lo capisco perfettamente. Non vuoi che succeda". Per quanto riguarda la sua performance vocale, ha incoraggiato il pubblico a "venire a vedere il film [...] e poi possiamo parlarne".
I dettagli della trama sono stati tenuti segreti agli attori durante la registrazione, secondo Day, che ha notato che doveva registrare i suoi dialoghi in molti modi diversi, dopodiché i registi hanno selezionato la versione che ritenevano più adatta per il film.
All'uscita del trailer, i doppiatori Khary Payton ed Eric Bauza hanno confermato le loro parti nel film; Payton dà la voce al Re Pinguotto e Bauza a vari personaggi minori quali i Koopa. Durante la pandemia di COVID-19, Payton ha registrato le sue battute in un armadio a casa sua, anche se non era sicuro se sarebbe apparso nel montaggio finale.
In risposta al contraccolpo che ha ricevuto per aver usato la sua normale voce parlante per interpretare Donkey Kong, Rogen ha detto alla testata giapponese Kotaku: "Sono stato molto chiaro sul fatto che non faccio voci" e "Se vuoi che io sia in questo film, allora deve avere la mia voce e basta. Quello è stato l'inizio e la fine di quella conversazione". Ha aggiunto inoltre: "Penso che nel film e nel gioco, tutto ciò che sembri sapere su Donkey Kong è che lancia barili e non gli piace molto Mario. Ed è quello con cui ho corso".
Dopo l'uscita del film, Michael McWhertor di Polygon ha notato che Charles Martinet fa dei cameo nel film nei panni del padre dei fratelli e di un cittadino italiano di Brooklyn di nome Giuseppe, quest'ultimo usando una voce come quelle che Martinet usa normalmente per interpretare Mario e Luigi. Giuseppe parla ai fratelli del loro uso di accenti italiani esagerati in uno spot televisivo per la loro attività idraulica durante una scena iniziale, spiegando così l'assenza di accenti italiani da parte dei fratelli per il resto del film.
Charles Martinet, la storica voce di Mario nei videogiochi, appare nel film come cameo: è la voce di Giuseppe (un anziano signore che ricalca l'aspetto originale di Jumpman) e del padre di Mario e Luigi, anche in altre lingue tra cui francese e italiano. In aggiunta, si è potuto notare che il nonno dei fratelli Mario che appare nella parte iniziale del film, sia molto somigliante allo stesso Martinet.

### Animazione
Il film è stato animato da Illumination Studios Paris a Parigi, in Francia. La produzione era in corso entro settembre 2020, con il lavoro terminato nell'ottobre 2022. Jelenic ha affermato che Illumination ha migliorato la propria tecnologia di illuminazione e render per il film, con Meledandri che ha affermato di "aver spinto le capacità tecniche e artistiche dello studio a nuovi livelli".
Jelenic e Horvath volevano che l'animazione si destreggiasse tra animazione stilizzata e realismo, con Horvath che affermava che "ci sono momenti di divertimento da cartone animato, ma [...] volevamo che sembrasse un grande film d'avventura e che ci fossero interessi e forse credi che questi i personaggi possono morire, quindi non sono super-schiacciati e super-elastici, e abbiamo usato un volume consistente sui personaggi per farli sentire un po' più radicati". 
Per i go-kart presenti nel film, i registi hanno lavorato con un artista del design di veicoli e artisti di Nintendo per creare go-kart che si adattassero alla loro rappresentazione nel film, traendo ispirazione dalla loro rappresentazione nei giochi di Mario Kart.
Il design di Donkey Kong è stato modificato per la prima volta dal videogioco Donkey Kong Country. Per il suo nuovo design, gli artisti hanno incorporato elementi sia del suo disegno moderno che del suo disegno originale dalla sua prima apparizione in Donkey Kong nel 1981.
Il lavoro di post-produzione del film è terminato entro marzo 2023, come confermato da Miyamoto alla presentazione del terzo e ultimo trailer.

## Colonna sonora
Durante una presentazione del primo trailer, in un Nintendo Direct dell'ottobre 2022, Meledandri ha confermato che Brian Tyler avrebbe composto la colonna sonora del film. Tyler ha lavorato a stretto contatto con Koji Kondo, compositore di lunga data di Mario, per incorporare i temi dei giochi nella colonna sonora del film. Ha descritto la composizione come "grande", con un'orchestra, un coro e gruppi musicali, oltre a "strumenti italiani, fisarmoniche, tamburi dal vivo, mandolini […] voci umane che fischiano" e "suoni a 8 bit". 
Le sessioni di registrazione per la colonna sonora sono iniziate il 17 ottobre 2022, all'Eastwood Scoring Stage della Warner Bros. Il sound mixing ha avuto luogo allo Skywalker Sound, dove Kondo e Miyamoto hanno risposto positivamente a una suite di quindici minuti di nuovi temi che Tyler aveva scritto per il film. La musica nel film fa riferimento ai leitmotiv di Super Mario Bros. 3, Super Mario 64, Super Mario 3D Land e altri giochi di Mario. Le canzoni di Jack Black e Keegan-Michael Key sono state improvvisate per il film. 
Black Hydra ha composto la musica per il suo trailer ufficiale, chiamato "Super Mushroom", basato sul tema di Super Mario Bros.. La canzone strumentale è stata pubblicata il 30 novembre 2022 su YouTube.
In un video del marzo 2023, Seth Rogen ha condiviso che Donkey Kong viene introdotto nel film accompagnato dalla colonna sonora del titolo di Donkey Kong 64, il "DK Rap", composto da Grant Kirkhope.
Contrariamente alle canzoni con licenza utilizzate nel film, Kirkhope non ha ricevuto il merito di "DK Rap" nei titoli di coda del film, una svista che il compositore ha trovato deludente.

## Promozione
Il primo trailer è stato distribuito il 6 ottobre 2022. Il secondo trailer viene mostrato il 29 novembre 2022 e il terzo il 10 marzo 2023, ovvero il MAR10 DAY.

## Distribuzione
Il film è stato distribuito nelle sale cinematografiche statunitensi e italiane il 5 aprile 2023, mentre in quelle giapponesi è stato distribuito il 28 aprile. È stato trasmesso in prima tv il 12 aprile 2025 su Italia 1.

## Accoglienza

### Incassi
Il film ha incassato 574934330 $ in Nordamerica e 788465706 $ nel resto del mondo, per un incasso complessivo di 1363400036 $. È il film basato su un videogioco con il maggior incasso di sempre ed il primo di questo tipo a raggiungere e superare il miliardo di dollari. È il 5º film d'animazione con maggiori incassi nella storia del cinema e 19º film con maggiori incassi nella storia del cinema, e per diversi mesi è stato il film di maggior incasso del 2023, venendo superato il 3 settembre da Barbie di Greta Gerwig. È il film di maggior incasso della Illumination,  record prima detenuto da Minions. Ha incassato oltre 85 milioni in Messico, diventando il film con gli incassi maggiori in assoluto nel paese. In Italia ha incassato 20424060 €, diventando per diverso tempo il film di maggior incasso del 2023 in Italia, superato dopo pochi mesi da Barbie e sceso al quarto posto.

### Critica
Il film ha ricevuto recensioni miste da parte della critica, che ha elogiato la fedeltà al materiale, l'animazione, la colonna sonora e l'umorismo, ma ha criticato allo stesso tempo la trama, essendo definita «troppo semplice e poco originale». Mentre la performance di Jack Black ha ricevuto responsi molto positivi da parte dalla critica, alcuni elementi del doppiaggio, però, hanno ricevuto responsi contrastanti. Tuttavia l'accoglienza del pubblico, invece, è stata più positiva. 
Sull'aggregatore Rotten Tomatoes il film ha una percentuale di gradimento del 59% con un voto medio di 5,8/10 basato su 277 recensioni. Il consenso critico cita: «Sebbene non sia neanche lontanamente elettrizzante come una tartaruga che ti fa strada verso 128 vite, Super Mario Bros - Il film è un'avventura animata colorata, anche se con una trama sottile». Su Metacritic, il film ha un punteggio di 46 su 100 basato su 53 recensioni.

### Primati
- È il primo film basato su un videogioco a raggiungere il miliardo d'incassi.
- È il film basato su un videogioco con il maggior incasso nella storia del cinema.
- È il miglior incasso della Illumination, battendo il primato che apparteneva a Minions (2015).
- È il film d'animazione non-sequel con il maggior incasso nella storia del cinema, battendo Frozen - Il regno di ghiaccio (2013).

## Riconoscimenti
- 2024 – Golden Globe
  - Candidato per il miglior film d'animazione a Aaron Horvath e Michael Jelenic
  - Candidato per la migliore canzone originale (Peaches) a Jack Black, Aaron Horvath, Michael Jelenic, Eric Osmond e John Spiker
  - Candidato per il miglior risultato al cinema e al box office

## Sequel e spin-off
Seth Rogen e Charlie Day hanno rivelato di avere qualche speranza e idea di fare un seguito incentrante gli spin-off dei loro personaggi (rispettivamente Donkey Kong Country e Luigi's Mansion).
Nintendo ha anche lasciato trapelare l'idea di portare sul grande schermo altre loro IP in caso di successo. Il successo sperato è stato raggiunto e nuove idee per futuri film sui videogiochi Nintendo sono in lavorazione, tra cui The Legend of Zelda. Chris Pratt rivelò che il seguito fu momentaneamente in sospeso per via dello sciopero degli sceneggiatori, terminato il 27 settembre 2023.
Nonostante le sue negative critiche sul film, John Leguizamo (che interpretò Luigi nel film live action del 1993) ha mostrato interesse nel voler partecipare nel seguito come guest star se «il casting si dimostrasse più inclusivo».
Durante il video promozionale del MAR10 DAY 2024, Shigeru Miyamoto e Chris Meledandri hanno annunciato ufficialmente un nuovo film per la serie, con l'uscita prevista per il 3 aprile 2026. Tuttora non è stata rivelata la trama o se si tratterà di un seguito diretto o di uno spin-off. È stato però dichiarato che vecchi elementi dimenticati della serie (sullo stesso livello del Caposquadra Spike) verranno inclusi.